# Арзамасов, Юрий Геннадьевич
Ю́рий Генна́дьевич Арзама́сов (род. 5 августа 1964, г. Барнаул, Алтайский край) — российский учёный-правовед. Специалист в области теории государства и права, конституционного права, административного права, теории и технологии нормотворчества. Доктор юридических наук (2004), профессор (2011). Главный научный сотрудник отдела теории права и междисциплинарных исследований законодательства Института законодательства и сравнительного правоведения при Правительстве Российской Федерации.

## Биография
В 1987 г. окончил Барнаульский  государственный педагогический институт.
С 1993 г. по 2005 г. служил в органах внутренних дел. Специальное звание - подполковник внутренней службы. В 1995 - 1998 гг. обучался в адъюнктуре Академии управления МВД России. В 1998 г. после защиты кандидатской диссертации вернулся в г. Барнаул, где в Барнаульском юридическом институте МВД России создал кафедру теории и истории права и государства, которую возглавлял более 4 лет.
В 2005 г. переехал в Москву, работал в московских вузах (РОСНОУ, Российский университет кооперации, МГТУ им. Н.Э. Баумана, РАНХиГС при Президенте Российской Федерации, РЭУ им. Г.В. Плеханова, НИУ «Высшая школа экономики»). С 2009 по 2023 гг. профессор кафедры теории права и сравнительного правоведения (потом одноименного департамента) НИУ «Высшая школа экономики», до 2011 г. исполнял обязанности заместителя заведующего этой кафедрой по общим вопросам, а с 2011 по 2020 гг. обязанности заместителя заведующего кафедрой по науке.
Женат, имеет сына. Автор и исполнитель бардовских песен. Написал более 70 песен и стихов. Организатор и руководитель музыкальной гостиной НИУ «Высшая школа экономики», режиссёр-постановщик литературно-музыкальных композиций, посвященных творчеству бардов, руководитель вокального ансамбля «Гавань встреч». В 2011 г. в студии «Авторский проект» записал альбом «Моим друзьям», см.: https://www.realrocks.ru/arzamasov/music/
Один из организаторов и соведущий концертов-презентаций сборника творческих произведений «Стихия», см.: https://budsovoy.ru/stihia4/

## Научная деятельность
В 1998 г. на 5 месяцев раньше срока в диссертационном совете Академии управления МВД России под руководством профессора В. В. Лазарева защитил кандидатскую диссертацию на тему: «Обеспечение прав человека и гражданина в нормотворческой деятельности органов внутренних дел». В ней были рассмотрены, как общетеоретические вопросы (понятие нормотворчества, принцип нормотворчества и др.), так и проблемы ведомственной науки, касающиеся определения компетенции и исследования содержания нормотворческой деятельности органов внутренних дел. Особое значение было уделено исследованию нормотворческой деятельности органов внутренних дел в обеспечении личных, политических и социально-экономических прав граждан, что позволило Ю. Г. Арзамасову определить основные пути повышения эффективности нормотворческой деятельности органов внутренних дел в сфере обеспечения конституционных прав человека и гражданина.
В 2000 г. присвоено ученое звание доцента по кафедре теории и истории права и государства. В 2001 г. принят в члены Российской академии юридических наук.
В 2004 г. в Московском университете МВД России защитил докторскую диссертацию на тему: «Ведомственный нормотворческий процесс в Российской Федерации». В ней впервые с общетеоретических позиций ведомственный нормотворческий процесс был исследован как особый вид юридического процесса, что способствовало определению его места и роли в механизме правового регулирования и в юридическом процессе. В условиях распространения идеи о прямом действии закона Ю. Г. Арзамасов доказал, что современная система форм российского права является многоуровневой и становление новой общеправовой российской парадигмы и строящейся на её основе правовой системы без ведомственного нормотворчества практически не возможно, поскольку результаты ведомственного нормотворчества не только уточняют механизм осуществления функций федеральных министерств, но и организационно обеспечивают реализацию федеральных законов и подзаконных федеральных нормативных правовых актов. Разработанная Ю. Г. Арзамасовым модель подготовки ведомственных нормативных правовых актов в Российской Федерации широко применяется в настоящее время в федеральных органах исполнительной власти.
В 2004 г. в Барнаульском юридическом институте МВД России создал научную школу «Проблемы законодательства и правоприменения». В 2011 г. было присвоено ученое звание профессора по кафедре теории права и сравнительного правоведения.
Разработал основные направления науки прикладного характера, как для общей теории права, так и отраслевых юридических наук — нормографии: теории и технологии нормотворчества, науки о сущности нормотворчества, нормотворческой юридической технике и технологиях подготовки различных видов нормативных правовых актов. В 2004 г. Ю. Г. Арзамасовым была создана рабочая группа, в которую входили сотрудники Института законодательства и сравнительного правоведения при Правительстве Российской Федерации (А. С. Пиголкин, А. И. Абрамова, Т. Н. Рахманина) и руководители правовых управлений законодательных органов субъектов Федерации (Л. Ф. Щербинина и др.), практикующие юристы (С. В. Ухина) для подготовки учебно-методического пособия «Нормография: теория и методология нормотворчества». В 2007 г. на I Всероссийском конкурсе работ, посвященных мониторингу права, который проводил Совет Федерации Федерального Собрания Российской Федерации данное пособие заняло первое место.
Совместно с С. В. Кабышевым (ныне Председатель комитета Государственной Думы по науке и высшему образованию) принимал активное участие в создании российского правотворческого общества. Неоднократно готовил аналитические материалы для Правового и Аналитического управлений Государственной Думы Федерального Собрания Российской Федерации и осуществлял экспертизу проектов федеральных законов. Участвовал в подготовке научно-методического пособия для депутатов пятого созыва. (М., 2010). Около 10 лет принимал участие в работе курсов повышения квалификации для сотрудников Аппарата Государственной Думы Федерального Собрания Российской Федерации и федеральных органов исполнительной власти.
Со своим учеником Я. Е. Наконечным подготовил первую в России монографию, посвященную правовому мониторингу — «Мониторинг в правотворчестве: теория и методология» (М., 2009). В дальнейшем была разработана концепция мониторинга нормативных правовых актов, в которой раскрыта его сущность, определено место и роль мониторинга нормативных правовых актов в правовом регулировании, предложены технологии осуществления мониторинга нормативных правовых актов, которые легли в основу подготовки Правительством Российской Федерации действующей Методики осуществления мониторинга правоприменения в Российской Федерации.
В 2013 г. был признан победителем конкурса "Лучший преподаватель НИУ «Высшая школа экономики».
В 2022—2023 гг. подготовил ряд научных статей, позволяющих определить место позитивного права в конвергентных отношениях. Был сделан вывод, что разработать только юридическое понятие искусственного интеллекта не представляется возможным, поскольку исследование постоянно уходит в проблему его правосубъектности, в связи с этим особое значение для развития конвергентных отношений имеет комплексный подход, позволяющий обобщить лучшие достижения различных наук в сфере искусственного интеллекта.
Автор более 320 публикаций, из них 14 монографий, 25 учебных пособий, 5 учебников, 3 курса лекций.
Сферу научных интересов Ю. Г. Арзамасова составляют:
законодательный процесс; ведомственный нормотворческий процесс; источники права; нормотворческая юридическая техника, правовой мониторинг;  оценка регулирующего воздействия; проблемы определения места права в системе конвергентных технологий; проблемы криминализации российского общества; модели правового регулирования в сфере искусственного интеллекта.
Экспертная деятельность
• 2007—2008 гг. — член экспертного совета Комиссии Совета Федерации по методологии реализации конституционных полномочий Совета Федерации.
• 2009—2011 г. — член экспертного совета Центра мониторинга законодательства и правоприменительной практики при Совете Федерации Федерального Собрания Российской Федерации. Участвовал в подготовке докладов Совета Федерации Федерального Собрания Российской Федерации «О состоянии законодательства в Российской Федерации» и в проведении экспертизы федеральных законов, инициируемых Советом Федерации.
• Являлся членом научной комиссий факультета права НИУ ВШЭ.
• С 2017 г. эксперт Российской академии наук.
• С 2019 г. эксперт Научного совета по правотворчеству при Председателе Государственного Совета Республики Крым. 
Библиография
Наиболее значимыми являются следующие монографии и учебники:
- «Нормотворческая деятельность МВД России в механизме реализации прав человека и гражданина» (М., 2000);
- «Законность ведомственных нормативных актов» (Барнаул, 2004);
- «Мониторинг в правотворчестве: теория и методология» (в соавт. с Я. Е. Наконечным) (М., 2009);
- «Концепция мониторинга нормативных правовых актов» (в соавт. с Я. Е. Наконечным) (М., 2011);
- «Теория и практика ведомственного нормотворчества» (М., 2013);
- Нормография: теория и технология нормотворчества: учебник для бакалавриата и магистратуры / под ред. Ю. Г. Арзамасова.- 2-е изд., испр. и доп. — М.: Издательство Юрайт, 2020. — 542 с.
- Теория государства и права: учебник для юридических вузов и факультетов / под ред. В. Б. Исакова. — Москва: Норма: ИНФРА-М, 2020. — 656 с. (в соавторстве).

## Награды
Ведомственные
- Почетная грамота МВД России (1996).
- Именные часы «Академия управления МВД России» (1998).
- Нагрудный знак «200 лет МВД России» (2002).
- Нагрудный знак «За верность долгу» (2003).
- Медаль МВД России «За отличие в службе» III степени (2004).
- Медаль «200 лет внутренним войскам МВД России» (2011).
- Благодарность НИУ «Высшая школа экономики (2012).
- Благодарность НИУ «Высшая школа экономики (2014).
- Благодарность НИУ «Высшая школа экономики (2014).